# 印西市立本埜小学校
印西市立本埜小学校（いんざいしりつ もとのしょうがっこう）は、千葉県印西市中根にある公立小学校。

## 概要
千葉県北部の印西市にあり、東京へ40km、県都千葉市へ30km圏に位置する田園地帯である。

## 沿革
（この節の出典）
- 2019年（平成31年・令和元年）
  - 4月1日 - 本埜第一小学校と本埜第二小学校が統合したのにともない、開校。校舎・校庭は本埜第一小学校時代のものを引き続き使用する。開校時の児童数は95名。
  - 4月5日 - 開校式挙行。
  - 4月10日 - 第1回入学式挙行。
  - 9月28日 - 第1回運動会を「開校記念運動会」として開催。
  - 10月 - 校章決定。
- 2020年（令和2年）
  - 2月 - 校歌完成。作曲者は印西市出身のシンガーソングライター・大野靖之。
  - 3月x日 - 校旗完成。
  - 3月18日 - 第1回卒業式挙行。最初の卒業生は18名。
  - 3月24日 - 最初の修了式挙行。

## 学区
（この節の出典）
中根、荒野、角田、滝、物木、笠神、行徳、川向、下曽根、中、萩埜、桜野、押付、佐野屋、和泉屋、甚兵衛、松木、立埜原、中田切、下井、長門屋、酒直卜杭、安食卜杭、将監、本埜小林、みどり台一丁目、みどり台二丁目及びみどり台三丁目の全部の区域並びに竜腹寺及び惣深新田飛地の各一部の区域

## 進学
- 印西市立本埜中学校

## アクセス
- 北総鉄道北総線印西牧の原駅から、車で約3.6km・約6分。
  - なお、学校周辺には、路線バスなどの公共交通機関が通っておらず、先述の駅から徒歩移動だと約1時間かかる。